# Cadillac, Michigan
Cadillac [ˈkædɨlæk] är administrativ huvudort i Wexford County i den amerikanska delstaten Michigan. Countyts ursprungliga huvudort var Sherman och 1881 flyttades huvudorten till Manton. En omröstning om huvudorten hölls dock redan 1882 och Cadillac vann den omröstningen. Mantonborna ville inte ge upp och ett gäng Cadillacbor med sheriffen i spetsen tog officiella dokument med sig med vapenmakt i samband med att huvudorten åter flyttades. Händelsen kallas slaget vid Manton. Det första försöket var inte framgångsrikt men sheriffen i Cadillac samlade helt enkelt ett större gäng. Enligt 2010 års folkräkning hade Cadillac 10 355 invånare.

## Kända personer från Cadillac
- Jan Harold Brunvand, folklorist